# Football aux Jeux africains
Le football aux Jeux africains est une discipline présente depuis les Jeux de 1965 à Brazzaville. Les équipes masculines sont depuis 1991 les sélections des moins de 23 ans tandis que pour les femmes, les joueuses de tout âge peuvent y prendre part. Les champions en titre sont le Ghana chez les hommes et chez les femmes.
À partir de 2019, la compétition est ouverte aux joueurs et joueuses de moins de 20 ans.

## Épreuve masculine

### Palmarès par édition
Le tableau suivant retrace pour chaque édition de la compétition le palmarès du tournoi et la ville hôte.
| N° | Édition | Ville hôte    | Or                   | Argent          | Bronze          |
| -- | ------- | ------------- | -------------------- | --------------- | --------------- |
| 1  | 1965    | Brazzaville   | République du Congo  | Mali            | Côte d'Ivoire   |
| 2  | 1973    | Lagos         | Nigeria              | Guinée          | Égypte          |
| 3  | 1978    | Alger         | Algérie              | Nigeria         | Ghana           |
| 4  | 1987    | Nairobi       | Égypte               | Kenya           | Malawi          |
| 5  | 1991    | Le Caire      | Cameroun             | Tunisie         | Nigeria         |
| 6  | 1995    | Harare        | Égypte               | Zimbabwe        | Nigeria         |
| 7  | 1999    | Johannesbourg | Cameroun             | Zambie          | Afrique du Sud  |
| 8  | 2003    | Abuja         | Cameroun             | Nigeria         | Ghana           |
| 9  | 2007    | Alger         | Cameroun             | Guinée          | Tunisie         |
| 10 | 2011    | Maputo        | Ghana                | Afrique du Sud  | Cameroun        |
| 11 | 2015    | Brazzaville   | Sénégal              | Burkina Faso    | Nigeria         |
| 12 | 2019    | Rabat         | Burkina Faso -20 ans | Nigeria -20 ans | Sénégal -20 ans |
| 13 | 2023    | Accra         | Ghana -20 ans        | Ouganda -20 ans | Sénégal -20 ans |

### Tableau des médailles
| Rang | Nation         | Or | Argent | Bronze | Total |
| ---- | -------------- | -- | ------ | ------ | ----- |
| 1    | Cameroun       | 4  | 0      | 1      | 5     |
| 2    | Ghana          | 2  | 0      | 2      | 4     |
| 3    | Égypte         | 2  | 0      | 1      | 3     |
| 4    | Nigeria        | 1  | 3      | 3      | 7     |
| 5    | Burkina Faso   | 1  | 1      | 0      | 2     |
| 6    | Sénégal        | 1  | 0      | 2      | 3     |
| 7    | Algérie        | 1  | 0      | 0      | 1     |
| 7    | Congo          | 1  | 0      | 0      | 1     |
| 9    | Guinée         | 0  | 2      | 0      | 2     |
| 10   | Afrique du Sud | 0  | 1      | 1      | 2     |
| 10   | Tunisie        | 0  | 1      | 1      | 2     |
| 12   | Kenya          | 0  | 1      | 0      | 1     |
| 12   | Mali           | 0  | 1      | 0      | 1     |
| 12   | Ouganda        | 0  | 1      | 0      | 1     |
| 12   | Zambie         | 0  | 1      | 0      | 1     |
| 12   | Zimbabwe       | 0  | 1      | 0      | 1     |
| 17   | Côte d'Ivoire  | 0  | 0      | 1      | 1     |
| 17   | Malawi         | 0  | 0      | 1      | 1     |

## Épreuve féminine

### Palmarès par édition
Le tableau suivant retrace pour chaque édition de la compétition le palmarès du tournoi et la ville hôte.
| N° | Édition | Ville hôte  | Or              | Argent           | Bronze          |
| -- | ------- | ----------- | --------------- | ---------------- | --------------- |
| 1  | 2003    | Abuja       | Nigeria         | Afrique du Sud   | Cameroun        |
| 2  | 2007    | Alger       | Nigeria         | Afrique du Sud   | Ghana           |
| 3  | 2011    | Maputo      | Cameroun        | Ghana            | Algérie         |
| 4  | 2015    | Brazzaville | Ghana           | Cameroun         | Côte d'Ivoire   |
| 5  | 2019    | Rabat       | Nigeria -20 ans | Cameroun -20 ans | Maroc -20 ans   |
| 6  | 2023    | Accra       | Ghana -20 ans   | Nigeria -20 ans  | Ouganda -20 ans |

### Tableau des médailles
| Rang | Nation         | Or | Argent | Bronze | Total |
| ---- | -------------- | -- | ------ | ------ | ----- |
| 1    | Nigeria        | 3  | 1      | 0      | 4     |
| 2    | Ghana          | 2  | 1      | 1      | 4     |
| 3    | Cameroun       | 1  | 2      | 1      | 4     |
| 4    | Afrique du Sud | 0  | 2      | 0      | 2     |
| 5    | Algérie        | 0  | 0      | 1      | 1     |
| 5    | Côte d'Ivoire  | 0  | 0      | 1      | 1     |
| 5    | Maroc          | 0  | 0      | 1      | 1     |
| 5    | Ouganda        | 0  | 0      | 1      | 1     |